# Эпический цикл
Эпический цикл (греч. Ἐπικὸς Κύκλος) или троянский цикл представлял собой собрание древнегреческих эпических поэм, написанных в дактилическом гекзаметре и связанных с историей Троянской войны. Он включает такие произведения как «Киприи», «Эфиопида», так называемая «Малая Илиада», «Разрушение Илиона», «Возвращения» и «Телегония». Исследователи иногда включают два гомеровских эпоса, «Илиаду» и «Одиссею», в число поэм эпического цикла, но этот термин чаще используется для обозначения негомеровских поэм в отрыве от гомеровских.
В отличие от «Илиады» и «Одиссеи» произведения эпического цикла сохранились лишь в виде фрагментов и кратких изложений в источниках поздней античности и византийского периода.
Эпический цикл представлял собой выражение в литературной форме устной традиции, которая развивалась в течение древнегреческих Тёмных веков и частично основывалась на локальных культах героев. Традиционный материал, из которого были взяты литературные эпосы, отображал микенскую культуру бронзового века с позиций железного века и более позднего периода в истории Древней Греции.
В современной науке изучение историко-литературных связей между гомеровскими эпосами и эпическим циклом называют неоанализом.
Более длинный эпический цикл, описанный учёным и священнослужителем IX века н. э. Фотием I, патриархом Константинопольским, в кодексе 239 его «Библиотеки», также включал «Титаномахию» (VIII век до н. э.) и фиванский цикл (между 750 и 500 годами до н. э.), последний, в свою очередь, включал «Эдиподею», «Фиваиду», «Эпигонов» и «Алкмеониду». Однако несомненно, что ни один из циклических эпосов (кроме гомеровских) не сохранился до времени Фотия I, и вполне вероятно, что он не имел в виду канонический сборник. Современные учёные обычно не включают фиванский цикл в эпический цикл.

## Содержание
| Название          | Длина (книги) | Автор                     | Содержание |
| ----------------- | ------------- | ------------------------- | --- |
| Киприи            | 11            | Стасин                    | События, предшествовавшие Троянской войне и первые 10 лет конфликта, особенно касающиеся суда Париса |
| Илиада            | 24            | Гомер                     | Гнев Ахилла, направленный сначала на царя Агамемнона, а затем на троянского царевича Гектора, выразившийся в том, что Ахилл убил Гектора в отместку за смерть Патрокла, а Приам прибыл к Ахиллу, чтобы выкупить тело Гектора, своего сына |
| Эфиопида          | 5             | Арктин Милетский          | Прибытие троянских союзников, амазонки Пентесилеи и Мемнона; их смерть от рук Ахилла в отместку за гибель Антилоха; смерть самого Ахилла                                                                                                  |
| Малая Илиада      | 4             | Лесх Лесбосский           | События после смерти Ахилла, включая строительство троянского коня и вооружение Одиссея |
| Разрушение Илиона | 2             | Арктин Милетский          | Разрушение Трои греками |
| Возвращения       | 5             | Агий или Евмел Коринфский | Возвращение греческих войск на родину и события, связанные с их прибытием, включая возвращения Агамемнона и Менелая |
| Одиссея           | 24            | Гомер                     | Конец пути Одиссея на родину и его месть женихам его супруги Пенелопы, которые пользовались имуществом Одиссея в его отсутствие |
| Телегония         | 2             | Евгаммон из Кирены        | Путешествие Одиссея в Теспротию, возвращение в Итаку и смерть от руки своего незаконнорожденного сына Телегона |

## Свидетельства
Геродот знал о «Киприях» и «Эпигонах», когда писал свою «Историю» в середине V века до н. э. Он отверг авторство Гомера для первого и поставил под сомнение его для второго произведения.
Эпический цикл не «упоминался в целом» (включая фиванский цикл) до II века н. э., но «троянский цикл» был очевидно известен по крайней мере с IV века до н. э., поскольку Аристоксен упоминает альтернативное начало «Илиады».
Аристотель в своей «Поэтике» критиковал «Киприи» и «Малую Илиаду» за фрагментарный характер их сюжетов.
«Библиотека», приписывавшаяся Аполлодору Афинскому, и латинская «Генеалогия» II века н. э., приписываемая Гаю Юлию Гигину, также опирались на них. Кроме того, есть также надписи «Tabula iliaca», которые описывают те же мифы.